# Соолятте
Соолятте (ест. Soolätte), також Суулятте (ест. Suulätte) — село в Естонії, входить до складу волості Варсту, повіту Вирумаа.